# Nadine Gordimer
Nadine Gordimer (20 tháng 11 năm 1923 – 13 tháng 7 năm 2014) là nữ nhà văn Nam Phi đoạt giải Nobel Văn học năm 1991.

## Tiểu sử
Nadine Gordimer sinh ở Springs, Gauteng, ngoại ô thành phố Johannesburg, Nam Phi, trong gia đình thợ kim hoàn gốc Do Thái di cư. Bố người Litva, mẹ là người Anh. Sau khi học xong trường dòng, bà vào học trường Đại học Witwatersrand ở Johannesburg. Gordimer đã đi du lịch khắp châu Phi, châu Âu và Bắc Mỹ, nhưng vẫn sống chủ yếu ở Johannesburg. Năm 1954, bà kết hôn với một thương gia tên là Reinhold Cassirer. Mỗi người có một con gái riêng từ cuộc hôn nhân trước và họ có với nhau một đứa con trai chung.
Nadine Gordimer bắt đầu viết lúc lên 9 và truyện ngắn đầu tiên được đăng trên một tạp chí của Nam Phi khi bà mười lăm tuổi. Tập truyện đầu tiên Face to face (Mặt đối mặt) xuất bản năm 1949. Một năm sau đó tập truyện The soft voice of the serpent (Lời dịu dàng của rắn) ra mắt và bà bắt đầu nổi tiếng. Tiểu thuyết đầu tiên The lying days (Những ngày gian dối, 1953) kể về cô gái Helen đã trải qua những biến cố chính trị, xã hội phức tạp ở Nam Phi giống như chính tác giả. Các tiểu thuyết Occasion for loving (Cơ hội tình yêu, 1963), The late bourgeois world (Thế giới tư bản đã mất, 1966) trong một thời gian dài bị cấm xuất bản ở Nam Phi. Năm 1974 tác phẩm The conservationist (Người bảo thủ) được trao giải Booker. Bà nổi tiếng thế giới với tiểu thuyết July's people (Những người tháng bảy, 1981) kể về gia đình một kiến trúc sư bỏ thành phố Johannesburg chạy về làng quê. Trong tiểu thuyết này, bà phân tích mối quan hệ của những người nông dân với một gia đình người da trắng, chỉ ra sự thiếu hiểu biết lẫn nhau giữa những tầng lớp xã hội khác nhau.
Những năm 1940 – 1950, khi ở Nam Phi thi hành chính sách phân biệt chủng tộc, đề cao chủ nghĩa Apartheid, cấm hôn nhân giữa người da trắng và da đen, Nadine Gordimer đã dùng ngòi bút của mình để phản kháng. Là một người da trắng sống tại Nam Phi, một nhà hoạt động xã hội xuất chúng, các tác phẩm của bà có ảnh hưởng rất lớn trong dư luận xã hội ở Nam Phi, đặc biệt là tập tiểu luận Living in hope and history: Notes from our century (Sống trong hi vọng và trong lịch sử: Những ghi chép về thế kỉ chúng ta) được xuất bản năm 1999. Gordimer còn đề xuất một dự án từ thiện: tổ chức một tuyển tập của các tác giả truyện ngắn xuất sắc nhất thế giới (trong đó có 5 nhà văn đoạt giải Nobel), xuất bản và bán lấy tiền ủng hộ các nạn nhân bị nhiễm HIV trên khắp thế giới.
Nadine Gordimer luôn mong muốn được sống cuộc sống bình thường, thoát khỏi sự chú ý của công chúng, nhưng sự nổi tiếng của bà cùng nhiều giải thưởng, các bằng tiến sĩ danh dự ở nước ngoài (bà đã từ chối một bằng tiến sĩ danh dự ở Nam Phi), việc bà giữ nhiều vị trí (bà là phó chủ tịch Hội Văn bút Quốc tế) và việc bà liên tục viết, phát biểu tự do trong một đất nước cảnh sát nơi mà sự kiểm duyệt, sự khủng bố các tác phẩm và người dân vẫn còn tồn tại đã khiến bà trở thành "nhà văn Nam Phi kì cựu nhất". Gordimer đã nhiều lần được đề nghị tặng giải Nobel và năm 1991 bà trở thành nhà văn Nam Phi đầu tiên giành được vinh dự này. Sách của Nadine Gordimer được dịch ra gần 30 thứ tiếng trên thế giới, trong đó có tiếng Việt.

## Tác phẩm
- Face to face (Mặt đối mặt, 1949), tập truyện
- The First Circle (1949), kịch
- The soft voice of the serpent (Lời dịu dàng của rắn, 1952), tập truyện
- The lying days (Những ngày gian dối, 1953), tiểu thuyết
- Six feet of the country (Sáu thước đất, 1956), tập truyện
- A world of strangers (Thế giới những kẻ lạ mặt, 1958), tiểu thuyết
- Friday's footprint (Dấu chân ngày thứ sáu, 1960), tập truyện
- Occasion for loving (Cơ hội tình yêu, 1963), tiểu thuyết
- Not for publication (Không phải để công bố, 1965), tập truyện
- The late bourgeois world (Thế giới tư sản đã mất, 1966), tiểu thuyết
- A guest of honour (Khách danh dự, 1970), tiểu thuyết
- Livingstone's companions (Những người bạn của Livingstone, 1971) tập truyện
- The conservationist (Người bảo thủ, 1974), tiểu thuyết
- Selected stones (Những viên đá chọn lựa, 1975), tập truyện
- Some monday for sure (Ngày thứ hai nào đó, 1976), tập truyện
- Burger's daughter (Con gái của Burger, 1979), tiểu thuyết
- A soldier's embrace (Vòng tay người lính, 1980), tập truyện
- July's people (Những người tháng bảy, 1981), tiểu thuyết
- Something out there (Điều gì ở ngoài nơi đó, 1984), tập truyện
- A sport of nature (Môn thể thao tự nhiên, 1987), tiểu thuyết
- My son's story (Thần tượng, 1990), tiểu thuyết
- Jump and other stories (Cú nhảy và các truyện khác, 1991), tập truyện
- Crimes of conscience (Tội phạm lương tâm, 1991), tập truyện
- Why haven't you written (Tại sao anh chưa viết, 1992), tập truyện
- None to accompany me (Không ai cùng tôi, 1994), tiểu thuyết
- The house gun (Súng trong nhà, 1998), tiểu thuyết
- Living in hope and history: Notes from our century (Sống trong hi vọng và trong lịch sử: Những ghi chép về thế kỉ chúng ta, 1999), tiểu luận
- The pick up (Lượm nhặt, 2001), tiểu thuyết
- Loot and other stories (Hôi của và các truyện khác, 2003), tập truyện
- Get a Life (2005), tiểu thuyết
- Beethoven Was One-Sixteenth Black (2007), tập truyện
- Life Times: Stories (2011), tập truyện
- No Time Like the Present (Không có lúc nào như lúc này, 2012), tiểu thuyết